# Eristsqali
Eristsqali (georgiska: ერისწყალი), eller Didi Eristsqali (დიდი ერისწყალი), är en flod i Galidistriktet i den autonoma republiken Abchazien i Georgien. Längs floden finns Galireservoaren, i anslutning till ett vattenkraftverk.